# 斯蒂米利亚诺
斯蒂米利亚诺（義大利語：Stimigliano），是意大利列蒂省的一个市镇。总面积11.37平方公里，人口2168人，人口密度190.7人/平方公里（2009年）。ISTAT代码为057066。